# Unione parlamentare
L'Unione parlamentare è stata un gruppo parlamentare costituitosi nel corso della XXIV legislatura del Regno d'Italia, durante la prima guerra mondiale.
Il gruppo dell'Unione parlamentare nacque il 16 ottobre 1917  in risposta alle restrizioni alle libertà costituzionali imposte dal governo Boselli nell'estate del 1917. Costituito principalmente da ex-neutralisti liberali vicini a Giovanni Giolitti, il gruppo promosse la creazione delle commissioni parlamentari e costituì la principale opposizione al gruppo interventista del Fascio parlamentare di difesa nazionale. L'influenza del gruppo diminuì nell'estate del 1918 a seguito delle vittorie italiane, e con la fine della guerra, il 23 novembre 1918 l'Unione parlamentare decretò il proprio scioglimento.

## Storia

### La nascita del "gruppo dei 47"
Con la crisi di luglio del 1914 e lo scoppio della prima guerra mondiale, lo schieramento liberale si divise tra neutralisti ed interventisti. Giovanni Giolitti si schierò come principale fautore del neutralismo liberale, la sua posizione però rimase minoritaria all'interno dello schieramento così il 24 maggio 1915, per volontà del governo Salandra, l'Italia entrò in guerra. L'andamento della guerra però non fu però favorevole per l'Italia, di conseguenza nel 1917 gli interventisti democratici e liberali radicalizzarono ulteriormente le loro posizioni avverse al neutralismo, accusando il ministro dell'interno Vittorio Emanuele Orlando, di non essere abbastanza severo nella repressione del "disfattismo".
In seguito ai moti di Torino del 22 agosto 1917, i deputati interventisti reagirono obbligando alle dimissioni il capo di gabinetto Camillo Corradini e il capo della polizia Giacomo Vigliani, inoltre votarono il decreto del radicale Ettore Sacchi per sanzionare penalmente i "disfattisti". Di fronte a questa situazione di progressiva soppressione delle libertà costituzionali da parte del governo Boselli, il 7 ottobre 1917 quarantacinque deputati sottoscrissero un appello per formare nuovo raggruppamento parlamentare allo scopo di tutelare i diritti statuari e le prerogative parlamentari nonostante la situazione bellica. Il gruppo era composto da 29 deputati giolittiani (di cui 9 provenienti dalla "Sinistra democratica-liberale") e 4 cattolici, mentre i rimanenti 12 provenivano dagli schieramenti interventisti: liberali di destra, radicali e democratici-costituzionali. Il 16 ottobre 1917, in concomitanza con la riapertura della Camera dei deputati, si riunì sotto la presidenza di Francesco Cocco-Ortu il cosiddetto "gruppo dei 47". Nel corso della riunione i "47" si posero l'obiettivo politico di limitare il numero eccessivo di decreti-legge e il ricorso agli esercizi provvisori, oltre a promuovere un'inchiesta parlamentare sulla censura.

### Le attività dell'Unione parlamentare
Il "gruppo dei 47", assunse presto la denominazione di Unione parlamentare, e il 25 ottobre 1917, in concomitanza con la battaglia di Caporetto, l'Unione e la gran parte dello schieramento liberale votò la sfiducia al governo Boselli, che rassegnò le dimissioni il giorno seguente e fu sostituito dal governo Orlando. Nel frattempo sul versante interventista, il 9 dicembre 1917 il gruppo dei "liberali di Destra" si unì con la "Sinistra democratica" per formare il Fascio parlamentare di difesa nazionale, a cui aderirono anche la maggioranza dei nazionalisti, dei repubblicani, dei radicali e dei socialisti riformisti. Il 10 dicembre 33 membri dell'Unione votarono favorevolmente all'adunanza della Camera in comitato segreto, in cui però solamente Marcello Soleri intervenne il 17 dicembre richiedendo un miglioramento delle condizione delle truppe, la revisione dei fini di guerra e l'incremento delle spese militari.
Con la riapertura dei lavori pubblici della Camera, il 18 dicembre l'Unione richiese la costituzione delle commissioni parlamentari di controllo sul modello francese, mentre il 22 dicembre in occasione della prima fiducia al governo Orlando 28 votarono a favore e 4 contro. Alla ripresa dei lavori parlamentari nell'aprile del 1918, il deputato dell'Unione Nello Toscanelli chiese a nome del gruppo parlamentare l'istituzione di una commissione d'inchiesta sullo scandalo dei cascami, richiesta che però venne respinta. Successivamente con le vittorie italiane dopo Caporetto il ruolo dell'Unione divenne sempre più marginale e il gruppo si ridusse a soli 25 deputati. Il gruppo infine si sciolse il 23 novembre 1918 in seguito alla fine della prima guerra mondiale.

## Nelle istituzioni

### Camera dei deputati
| XXIV legislatura |
| ---------------- |
| 47 deputati      |

Rocco Balsano, Renzo Barbera, Giovanni Bertini, Domenico Brezzi, Cesare Bruno di Belmonte, Vittorio Buccelli, Michelangelo Buonvino, Carlo Calisse, Biagio Camagna, Alfredo Canevari, Alfredo Capece Minutolo di Bugnano, Marco Cassin, Giuseppe Ciancio, Francesco Cocco-Ortu, Luigi Congiu, Francesco Delle Piane, Giuseppe Di Stefano Napolitani, Emilio Faelli, Luigi Facta, Gustavo Fornari, Gerino Gerini, Luigi Giordano, Gaetano Giuliani, Bruno Larizza, Gesualdo Libertini Pluchinotta, Pasquale Materi, Giuseppe Micheli, Luigi Montresor, Ugo Patrizi, Pietro Pellegrino, Giuseppe Pennisi di Santa Margherita, Camillo Peano, Gustavo Pizzini, Eugenio Rossi, Edmondo Sanjust di Teulada, Giuseppe Sanarelli, Giacomo Saudino, Erminio Sipari, Marcello Soleri, Alceo Speranza, Lodovico Taverna, Francesco Tedesco, Nello Toscanelli, Livio Tovini, Domenico Valenzani, Antonio Venditti, Attilio Vignolo.

### Governi
Governo Orlando
- Domenico Valenzani, sottosegretario di Stato al ministero dell'agricoltura (29 ottobre 1917 - 18 gennaio 1919)[13]